# Marginaleffekt
Marginaleffekt är inom nationalekonomin ett mått på andelen av en ökad bruttoinkomst som blir ökad nettoinkomst, alltså hur mycket av en inkomstökning en person får behålla för ökad konsumtion.
Begreppet kan definieras på flera sätt, dels som skillnaden mellan förvärvsinkomstens och den disponibla inkomstens ökning, och dels som återstående konsumtionsutrymme (den delen av lönen som individen själv får behålla) efter skatter, avgifter (arbetsgivaravgift, sociala avgifter), transfereringar (olika bidrag) och nödvändiga avgifter (arbetsresor, barnomsorg m.m.). Även sparande och den skatt på sparande som tillkommer kan inkluderas i beräkningen av marginaleffekten. 